# Un perro ladrando a la luna
Un perro ladrando a la luna (en chino: 再见, 南屏晚钟)(en inglés: A dog barking at the moon) (2019) es la ópera prima de Xiang Zi considerada "apátrida". La película se rodó íntegramente en China y se montó en España para evitar la censura del gobierno en China. La película se estrenó en el festival Internacional de cine de Berlín sin el consentimiento del país asiático y no se puede estrenar en China donde está prohibida. Fue premiada con el Premio Teddy 2019 a la mejor película LGBT.

## Argumento
La película se desenvuelve entre pasado y futuro con un toque teatral y presenta sin tapujos a la sociedad china todavía debatiéndose entre el tradicionalismo y el reconocimiento de derechos individuales. Narra la historia de una saga familiar china, la vida de la familia Tao. Li Jiumei (Renhua Na) es la esposa. Huang Xiaoyu (Gaowa Siqin), regresa a visitar a sus padres -vive en Estados Unidos- antes de dar a luz; a la futura madre la acompaña su esposo, Benjamín (Thomas Fiquet), único extranjero que se ve en la película. El regreso de Xiaoyu al seno familiar trae no sólo recuerdos y heridas desagradables, también incluye conflicto, pues la menor de los Tao vuelve a la República Popular China con ideas nuevas, especialmente el reconocimiento a los individuos, incluso si esto va en contra del poder otorgado a la sociedad o al gobierno, caracterizado como autoritarismo de partido único. El padre,  Huang Tao (Wu Renyuan) es homosexual y en más de una ocasión ha mantenido relaciones con otros hombres; en el presente Huang mantiene una relación con uno de sus exalumnos: Feng Xi (Chen Zhenyuan).

## Producción
Es una coproducción China-España;  Acorn Studio, Granadian. Su productor y director de fotografía es el español José Val Bal. La película fue montada en España íntegramente, pero la película no ha sido considerada como producción española porque el 75 % de su equipo no es español. La película se rodó en Pekín en 2018.

## Lanzamiento
Una buena obra de arte dura para siempre pero un buen político sólo debería servir con una limitación de tiempo y condiciones denunció su directora al recoger el premio en la Berlinale.

## Estreno
La película se estrenó en febrero de 2019 en el Festival Internacional de cine de Berlín sin el consentimiento del gobierno chino. En España se estrenó en la plataforma Filmin y fue seleccionada para el IV Festival de Cine por Mujeres

## Temas
Homosexualidad soterrada, heridas sin cerrar, paso del tiempo, La película también aborda temas como el racismo, las religiones, la búsqueda de apoyo emocional ante la indiferencia de la familia o el choque generacional y cultural.

## Premios y reconocimientos
- Teddy Award en el Festival de Cine de Berlín 2019 como mejor película LGBT.
- La cinta ha conseguido reconocimiento en festivales tan diversos como Inside Out Toronto y el Frameline San Francisco.